# Theridion zhoui
Theridion zhoui är en spindelart som beskrevs av Zhu 1998. Theridion zhoui ingår i släktet Theridion och familjen klotspindlar. Inga underarter finns listade i Catalogue of Life.